# Tupaia gracilis
Tupaia gracilis är en däggdjursart som beskrevs av Thomas 1893. Tupaia gracilis ingår i släktet Tupaia och familjen spetsekorrar. IUCN kategoriserar arten globalt som livskraftig.
Denna spetsekorre förekommer på Borneo samt på mindre öar mellan Borneo och Sumatra. Habitatet utgörs av skogar i låglandet och dessutom besöks trädodlingar.

## Underarter
Arten delas in i följande underarter:
- T. g. edarata
- T. g. gracilis
- T. g. inflata